# Bandera de Esmeraldas (Ecuador)
La bandera de la ciudad de Esmeraldas, del Cantón Esmeraldas y de la Provincia de Esmeraldas fue creada por César Névil Estupiñán. Se compone de un rectángulo de proporción 3:2 que se divide en 2 franjas horizontales iguales:
- La franja superior es de color blanco, y simboliza la altura de las nubes "que en nuestro ancho cielo, juegan alegremente burlándose de toda la geometría"
- La franja inferior es de color verde, siendo "la expresión genuina del fresco color de nuestros ricos y fértiles campos, de la húmeda hierba de nuestros pastizales"[1]